# うたかた (ピンク・レディーの曲)
「うたかた」は、1980年9月21日にリリースされた日本のアイドルグループ・ピンク・レディーの19枚目のシングルである。発売元はビクター音楽産業。

## 概要
1980年9月1日に解散記者会見が行われ、その後解散までにシングル4枚発表されたうちの最初のシングルであり、コンサートツアー「さよならコンサート」の最中にリリースされた。A面曲「うたかた」はピンク・レディーがアメリカ進出時にリリースされたアルバム『ピンク・レディー・イン・USA』の収録曲「Strangers When We Kiss」の日本語版である。アレンジもピアノ部分をホーンセクションにするなど日本仕様に変わっている。
歌唱を披露する際は軽い振り付けが付いていた。原曲の「Strangers When We Kiss」の振り付けともほとんど同じであるが細部が少し違う。
ジャケット写真のメイクが気に入っていなかったと後にケイ(増田恵子)がコメントしている。
2005年のコンサート最終公演（『〜グランドフィナーレ〜MEMORIAL CONCERT SPECIAL』）では、アレンジを変えて振り付けなしで歌唱された。

## 収録曲
1. うたかた
作詞・作曲：Michael Lloyd／日本語詞：三浦徳子／編曲：川口真
2. BY MYSELF
作詞：三浦徳子／作曲・編曲：川口真